# Agenzia Segreta Controllo Magia
Agenzia Segreta Controllo Magia (Secret Magic Control Agency) è un film d'animazione del 2021 diretto da Aleksey Tsitsilin.
Il film è liberamente ispirato alla fiaba Hänsel e Gretel dei fratelli Grimm. Il film è prodotto da Wizart Animation, CTB Film Company e QED International.
La produzione del film è iniziata nel 2018; è stato distribuito nelle sale a partire dal 18 marzo 2021 in Russia da Sony Pictures Entertainment. Netflix ha acquisito i diritti globali del film e lo ha pubblicato il 25 marzo 2021 sul suo servizio di streaming. Il film ha ottenuto buoni risultati nelle classifiche di streaming per Netflix, raggiungendo le prime dieci classifiche globali di spettatori nella prima settimana dalla sua uscita. Il film ha ricevuto recensioni generalmente positive da parte della critica.

## Trama
Nel regno, il Re governa benvoluto da tutti, ma qualche giorno prima del suo compleanno alla prova del menu, il cibo prende vita magicamente e rapisce il sovrano. Così si attiva subito l'Agenzia Segreta Controllo Magia, un ente dedito al controllo e alla stabilità della magia per far sì che venga utilizzata solo a fin di bene e in modo onesto. A capo dell'operazione di ritrovamento del Re viene nominata la solitaria Agente Gretel, che però da sola non riesce a trovare alcuna pista. Il suo supervisore Agente Matrigna decide così di affidargli un compagno extra agenzia per aiutarla nell'impresa, qualcuno che possa immedesimarsi nel modus operandi dei rapitori: l'odiato fratello Hansel, che è solito utilizzare falsa magia e trucchetti per prendere in giro le persone ed arricchirsi.
Facendo buon viso a cattivo gioco, i due collaboreranno viaggiando per tutto il regno ed incontrando amici e nemici di varia natura fino a scoprire che il rapimento fu architettato da Ilvira, ex cuoca personale del Re bandita dal regno poiché utilizzava magia oscura. Il suo intento era far innamorare il sovrano e tutto il regno con la magia per diventare regina ed avere così il potere magico intriso nel titolo nobiliare stesso. Alla Casetta di pan di zenzero si scatena una battaglia per le sorti del governo. Gretel attiva l'elettrolaser che ferma i soldati di pan di zenzero che avanzano.
Quest'avventura non solo porterà di nuovo ordine nel regno ma farà capire ad Hansel e Gretel che il loro amore fraterno fu perduto solo a causa di un fraintendimento.
Ora sono pronti per una nuova missione: andare nel bosco a scovare una presunta strega che ha un cappuccio rosso.

## Concetto
Nel contesto degli adattamenti del materiale originale Hänsel e Gretel, i creatori del film stanno adattando una fiaba animata del 2021 del fratello Grimm. Hanno scelto la fiaba della Casetta di pan di zenzero Hänsel e Gretel come punto focale per la loro sceneggiatura che sarà basata su un film d'animazione.
Tuttavia, la versione animata non sarà limitata a collisioni di trama, luoghi e personaggi della fonte letteraria originale. I personaggi Hansel e Gretel nel film saranno molto più attivi che nella fiaba che diventeranno partecipanti a situazioni comiche. I creatori del film hanno affermato che la produzione si baserà su tre componenti: una storia divertente per tutto il pubblico, animazioni di alta qualità, effetti visivi e background ben prodotti. Hanno notato che la fiaba di Hänsel e Gretel ha qualità genitoriali associate alla storia che ruota attorno ai fratelli Hansel e Gretel. Il pubblico principale del film sarà la famiglia.
I creatori del film hanno accettato che la storia originale avesse elementi di orrore. Hanno raccontato l'archetipo del racconto dell'orrore in un modo che può attirare tutto il pubblico aggiungendo elementi di commedia. I creatori si sono liberamente ispirati alla fiaba Hänsel e Gretel dei fratelli Grimm, dichiarando tramite il regista che “Non volevamo fare un remake, ma ripensare. Abbandonare la logica della narrazione e mettere insieme alcuni dettagli aggiuntivi. La storia inizia a giocare con nuovi colori, diventa diversa, ma allo stesso tempo ti rendi conto che è lo stesso Hansel e Gretel."

## Produzione

### Adattamenti dal materiale di partenza
La raccolta di fiabe dei folcloristi tedeschi dei fratelli Grimm compilata in Fiabe di Grimm (1812) ha influenzato la cultura mondiale. Secondo i creatori del film per oltre due secoli, Hänsel e Gretel è stato adattato in lungometraggi in molti paesi come Corea del Sud, Giappone, Germania e Stati Uniti.
Il primo adattamento fu in Germania dal compositore d'opera Engelbert Humperdinck che decise di adattare una serie di versi divertenti in un'opera completa, Hänsel e Gretel, che fu eseguita nell'Impero tedesco il 23 dicembre 1893. La musica era nello stile delle canzoni popolari tedesche. L'opera è stata scritta per portare alla luce l'umorismo e la commedia dietro la fiaba di Grimm.
Nel 1954 uscirono tre film negli Stati Uniti, Germania, Germania Ovest basati sulla fiaba. La versione degli Stati Uniti, Hansel e Gretel: An Opera Fantasy, è stato il primo film d'animazione non Disney prodotto dalla società RKO Pictures che è stato recensito come una produzione Technicolor costruita nell'era delle macchine. Nello stesso anno, la Germania ha distribuito Hänsel und Gretel diretto da Walter Janssen. Il film è stato descritto da una rassegna presso l'Università di Düsseldorf come una reinterpretazione postbellica della fiaba adatta alla visione di tutto il pubblico. Nella Germania occidentale, Fritz Genschow ha distribuito Hänsel und Gretel, un'interpretazione cinematografica per famiglie della fiaba. La prima produzione live-action del regista Tim Burton è stata Hansel e Gretel che è andata persa da quando è stata proiettata solo una volta su Disney Channel nel 1983.

### Sviluppo
Nel 2018, il servizio stampa di Wizart Animation rivelò i piani per un film su Hänsel e Gretel. Poco dopo, nella persona del Yuri Moskvin, fece un accordo con lo studio di produzione cinematografica statunitense QED International (conosciuta per District 9 e collaborazioni con attori come Arnold Schwarzenegger) per rafforzare creativamente le prospettive di un accordo di distribuzione internazionale. L'accordo è destinato ad una distribuzione di alta qualità come dichiarato da Sasha Shapiro di QED:"Abbiamo cercato sia le possibilità di investimento che l'espansione creativa all'interno del genere famiglia / bambino e credo che Wizart abbia tutte le potenzialità necessarie che stavamo cercando". La collaborazione è una delle prime ad entrare nel mercato cinematografico americano della Wizart Animation, in quanto non hanno mai avuto un'accurata uscita cinematografica negli Stati Uniti a causa dell'elevata produttività dei paesi.
Il film è stato presentato al Toronto International Film Festival di settembre 2019, poi il 13 ottobre 2019 al MIPCOM Junior di Cannes presentato da Evgenia Markova, all'EFM 2020 di Berlino e al Miami Kidscreen Summit 2020.
Il 6 novembre 2019 American Film Market ha rivelato il poster esclusivo e le prime tavole per il film.

### Animazione
La qualità dell'animazione per il film è stata considerata come innovativa e di livello avanzato ed ha richiesto circa tre anni di sviluppo. Sono oltre 60.000 i fotogrammi che sono stati disegnati in sincronia con la musica mentre le vicende sono state cambiate più di trenta volte.
Oltre quindici reparti hanno lavorato sul film e la sua animazione è stata notevolmente influenzata da opere di artisti di spicco: la casa di pan di zenzero per esempio è stata pensata sul lavoro dell'architetto spagnolo Antoni Gaudí. Il film ha impiegato circa tre anni per disegnare. 73,000 storyboard disegnati a mano sono stati convertiti in 3D. Si dice che le specifiche della computer farm dello studio per il film siano 3000 core del processore. Il film è stato un punto di svolta per lo studio di animazione in quanto si dice che sia il primo film d'animazione tridimensionale della Russia creato con l'editor di illuminazione 3D dedicato dello studio. Lo studio ha utilizzato tutti gli strumenti disponibili per aumentare la profondità del personaggio degli episodi finali sulla piazza reale a circa 1200 personaggi.
Inoltre il film è basato su un nuovo sistema di effetti speciali di animazione, progettato proprio dallo studio stesso, che condivideranno con altri studi indipendenti in futuro.

### Musica
La colonna sonora di Secret Magic Control Agency è composta da Gabriel Hays. Il compositore ha notato che scrivere musica per i generi di spionaggio e fantasy richiedeva più riflessione perché la musica sarebbe in contrasto tra loro. Inoltre quest'area della musica è generalmente inesplorata. Usando i personaggi classici "divertenti, stravaganti e di cuore" Hansel e Gretel come modello, la musica è stata in grado di fondere la fantasia con il genere delle spie. Il compositore Gabriel Hays ha notato che la componente creativa della colonna sonora è iniziata con estratti iniziali di registrazioni di pianoforte. Successivamente sono stati creati tre spunti principali per il film, tra cui la "Secret Magic Control Agency" che è diventata la rappresentazione ideale del concetto di fusione di elementi di spionaggio e fantasia. Gli altri spunti principali sono stati "Back at the SMCA" e "Here Looking at You Not Kid" in cui quest'ultimo è una sinfonia evocativa che descrive i personaggi Hansel e Gretel che stanno tornando alla loro forma originale.

## Sceneggiatura
L'adattamento è stato creato in modo da utilizzare come modello le fiabe dei fratelli Grimm. Per anni la sceneggiatura è stata in fase di sviluppo affermando che adattare la classica fiaba europea era complicato, poiché aveva solo due ambientazioni: una casa di pan di zenzero e una fitta foresta. Tuttavia, l'opportunità è stata una delle sfide creative del team di scrittura che si è basato su oltre 57 varianti di script in quanto gli autori hanno esplorato il concetto della scuola super-agente in cui si iscrivono Hansel e Gretel. Con la sceneggiatura finale, fu finalizzata l'idea di un film di spionaggio con super-agenti.
Uno dei modi in cui gli scrittori hanno avuto idee è stato quello di andare in vere missioni in modo che potessero essere "nei panni" dei personaggi. Il film cominciò ad enfatizzare la componente investigativa, ruotando la storia intorno all'ambientazione principale, la Secret Magic Control Agency. Così gli sceneggiatori recensirono film della serie di James Bond, Kingsman e il film di spionaggio dell'Unione Sovietica del 1968 Crociera di lusso per un matto.
Gli scrittori intesero mantenere intatti i personaggi principali Hansel, Gretel e la casa di Pan di Zenzero mentre espansero la foresta magica e le ambientazioni tutte intorno. L'idea di creare un'Agenzia Segreta per il Controllo della Magia ha aperto nuove direzioni per la produzione cinematografica. La sceneggiatura si trasformò in una storia globale con riferimenti ad elementi di altre culture tra cui Baba Yaga, il personaggio antagonista della nonna fantasy della mitologia slava, la Principessa Rana, sirene e tutta una serie di artefatti magici presi da diverse storie. L'antico personaggio mitologico di pan di zenzero slavo Kolobok è diventato un personaggio importante nel film. Il design degli interni di Agenzia Segreta Controllo Magia è stato ispirato dall'architettura di Hogwarts.

### Temi
Gli elementi di fantasia divennero cosmopoliti come le fiabe di Pushkin combinate con la fantasia dell'Europa occidentale. Il conflitto della trama ruota attorno al cattivo Ilvira. Gli scrittori hanno esplorato il concetto di amore e dolci della cucina di Elvira con biscotti, cupcakes e caramelle. Il concetto di un megalomane la cui cucina di biscotti e cupcakes rappresenta una minaccia per il governo una volta è stato spiegato nella tesi di Vladimir Lenin nel 1917. Durante il periodo dell'Unione Sovietica, il politologo ha ipotizzato cosa sarebbe successo in uno scenario in cui lo chef prende il controllo del governo, "Ogni cuoco deve imparare a gestire lo stato." Attraverso il prisma della commedia e del dramma, gli autori hanno spiegato la tesi arcaica in una divertente sceneggiatura di intrighi burocratici e le sue lotte di potere culinarie associate. La cattiva Ilvira divenne la cuoca della tesi che fu sviluppata e raffinata fino a diventare una caricatura dell'attrice statunitense degli anni sessanta Marilyn Monroe.
I temi affrontati nel film includono i rapporti familiari, la loro importanza e soprattutto il legame familiare tra fratelli, anche se a volte sono incompatibili tra loro, come nel caso del fratello e della sorella Hansel e Gretel. Uno dei temi principali della fiaba originale Hansel e Gretel è il concetto di lealtà tra fratelli. I fratelli Grimm hanno descritto come i fratelli colpiti dalla povertà e dalla perdita dei genitori sono cresciuti fino a fidarsi e ad essere leali l'uno con l'altro. Il film esplora il concetto di parentela. Il concetto viene descritto quando la sorella super-agente Gretel e il fratello canaglia Hansel devono trovare un terreno comune per salvare il re affermando la loro lealtà tra fratelli.
I personaggi sono descritti come dissociati all'inizio ma attraverso la comunicazione potranno salvare il regno. Il film enfatizza il concetto di fratellanza e sorellanza, cooperazione e comunicazione delle emozioni. Il film è inquadrato come una missione che sviluppa i difetti e i punti di forza di entrambi i personaggi principali come Hansel e Gretel. Il film giustappone gli elementi incompatibili delle valorose abilità di Gretel nell'intelligenza segreta appresa al Agenzia Segreta Controllo Magia con le abilità di Hansel nell'illusione e nell'inganno, in modo da raggiungere il giusto equilibrio per spiegare al pubblico il concetto di riconciliazione e, alla fine, la realizzazione della famiglia. Un altro tema affrontato nel film è il concetto di realizzazione dei sogni e degli obiettivi della vita solo attraverso la trasformazione come bambini descritti nel film quando i personaggi Hansel e Gretel finiscono la missione in una forma diversa dagli adulti.

## Distribuzione
L'uscita del film è stata confermata dal servizio stampa di Sony Pictures il 27 gennaio 2021. La stampa ha sottolineato che il pubblico sarà in grado di comprendere un nuovo look della classica fiaba dei fratelli Grimm. Il film è stato poi distribuito al cinema in Russia il 18 marzo 2021 da Sony Pictures Productions; mentre negli altri paesi è uscito sulla piattaforma Netflix il 25 marzo 2021 come Netflix Original.

## Ricezione

### Analisi in streaming
Secondo l'aggregatore di streaming FlixPatrol, nella prima settimana di uscita il film ha superato le classifiche globali di spettatori della piattaforma di streaming Netflix. Il 27 marzo 2021, pochi giorni dopo l'inizio dello streaming su Netflix, il film è entrato nella top ten delle classifiche mondiali. Il film è diventato il secondo film più popolare su Netflix in quanto ha superato e aggirato gli ascolti di Hollywood e dei blockbuster mondiali che includevano Fast and Furious. Negli Stati Uniti il film di Hansel e Gretel è diventato il terzo film più popolare visto nella sezione Film e il sesto posto assoluto. Nel Regno Unito il film ha raggiunto la sesta posizione in classifica. In Germania il film ha raggiunto la terza posizione e il decimo assoluto.
Il 28 marzo 2021, Agenzia Segreta Controllo Magia era seconcda nella classifica mondiale. Negli Stati Uniti, dove è stato presentato, è passato al secondo film più popolare nella sezione Film e al quarto posto assoluto. Il film ha mantenuto il suo precedente vantaggio nelle nazioni scandinave e in Grecia, mentre il film è salito al primo posto in Francia. In precedenza, al secondo posto, il film è riuscito a superare molti film importanti per il miglior film nella sezione Film e il terzo posto in assoluto. In Germania il film ha continuato ad essere al secondo posto. Il film ha anche raggiunto la prima posizione in Polonia e Brasile.
Secondo un rapporto di IndieWire, entro il 29 marzo 2021 il film su Netflix è arrivato al numero 2 della classifica. Agenzia Segreta Controllo Magia ha battuto il proprio record da marzo su Netflix durante il mese di apertura di aprile. Agenzia Segreta Controllo Magia è riuscita a diventare il film più votato sulla piattaforma Netflix per due giorni successivi, dopodiché è arrivato secondo in classifica dopo l'uscita di Hasta el cielo (2020).
Il film ha ricevuto una copertura significativa in Messico e Francia. Nella prima settimana di uscita, in Messico il film è uno dei film più visti. Il film faceva parte dei primi dieci elenchi del catalogo spagnolo di Netflix. Secondo FlixPatrol, nella prima settimana di uscita il film è stato il più visto su Netflix per cinque giorni consecutivi in Francia. Il rapporto di EcranLarge dalla Francia ha osservato che "Hansel and Gretel, Secret Agents si preannuncia come un altro cartone animato di successo su Netflix, disponibile dal 25 marzo". Nelle Filippine e in Grecia il film faceva parte della raccolta di programmi consigliati da guardare su Netflix. Nella seconda settimana di aprile il film continua ad essere nella top ten delle classifiche Netflix in alcuni paesi. Il film potrebbe diventare uno dei 25 film più popolari su Netflix nel 2021, i cui punti totali ora sono 67.

## Risposta critica
Sull'aggregatore di recensioni Rotten Tomatoes, il film ha una valutazione positiva dell '86% dai critici del pubblico. La recensione di Camilla Elena Orlandi Netflix per la rivista Le Nuove Mamme ha notato che il film è pieno di riferimenti a temi di lealtà, famiglia, cooperazione, ecc: "Ma possiamo dirvi che Agenzia Segreta Controllo Magia è un film divertente che, oltre alla celebre fiaba dei fratelli Grimm, affronta il tema della cooperazione e dell’amore fraterno." Corriere della Sera recensione di giornali osserva gli eroi Hansel e Gretel di Agenzia Segreta Controllo Magia inizia con le precarie situazioni, "hanno perso le radici da svanitelli prigionieri delle forze oscure del bosco." Tuttavia mentre il film progredisce il film risuona con il pubblico: "Il loro è un viaggio digitale, pieno di citazioni che vanno dal cartoon classico alle più recenti rivisitazioni post moderne. Il cuore del film batte comunque solo quando accelera sul piano della spy story: è lì che alla fine vengono a galla virtù e vizi del cinema pop, vivace, sempliciotto." Elena Grossi per le recensioni di DejaVu ha notato con una valutazione di ottanta su cento il tema fondamentale del film è "Interessante il suggerimento che i due fratelli debbano tornare bambini, non solo nello spirito, ma proprio fisicamente, per ritrovare i sogni e i desideri che li legavano e facevano si che fossero alleati tra loro. Il tutto è condotto con grande allegria e spiritosaggine."